# Meggett
Meggett é uma cidade  localizada no estado norte-americano de Carolina do Sul, no Condado de Charleston.

## Demografia
Segundo o censo norte-americano de 2000, a sua população era de 1230 habitantes.
Em 2006, foi estimada uma população de 1325, um aumento de 95 (7.7%).

## Geografia
De acordo com o United States Census Bureau tem uma área de
38,4 km², dos quais 37,7 km² cobertos por terra e 0,7 km² cobertos por água.

## Localidades na vizinhança
O diagrama seguinte representa as localidades num raio de 20 km ao redor de Meggett.